# Caltoris confusa
Caltoris confusa is een vlinder uit de familie van de dikkopjes (Hesperiidae). De wetenschappelijke naam van de soort is voor het eerst geldig gepubliceerd in 1932 door William Harry Evans.